# Región de Anatolia Central
La región de Anatolia Central (en turco, İç Anadolu Bölgesi) es una de las siete regiones en las que se divide Turquía. Se encuentra en el centro del país.

## Provincias

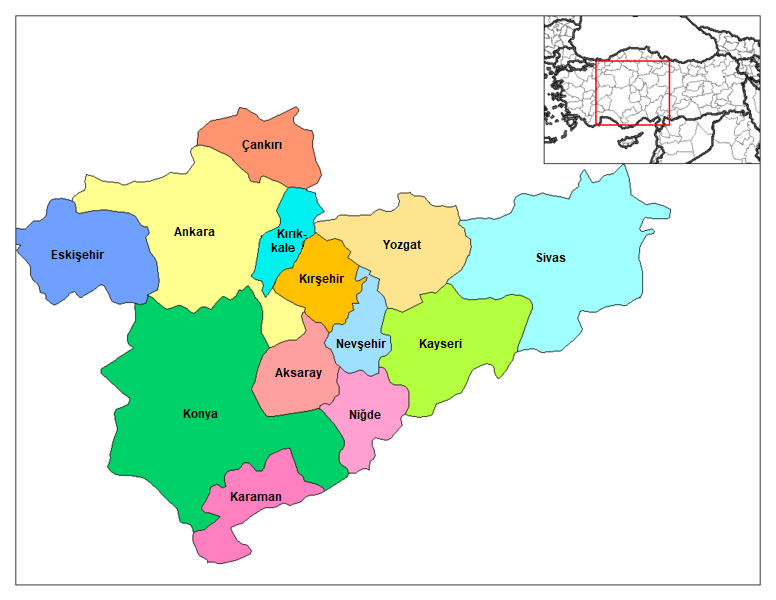
Región de Anatolia Central.

- Provincia de Aksaray
- Provincia de Ankara
- Provincia de Çankırı
- Provincia de Eskişehir
- Provincia de Karaman
- Provincia de Kayseri
- Provincia de Kırıkkale
- Provincia de Kırşehir
- Provincia de Konya
- Provincia de Nevşehir
- Provincia de Niğde
- Provincia de Sivas
- Provincia de Yozgat